# Sept diacres

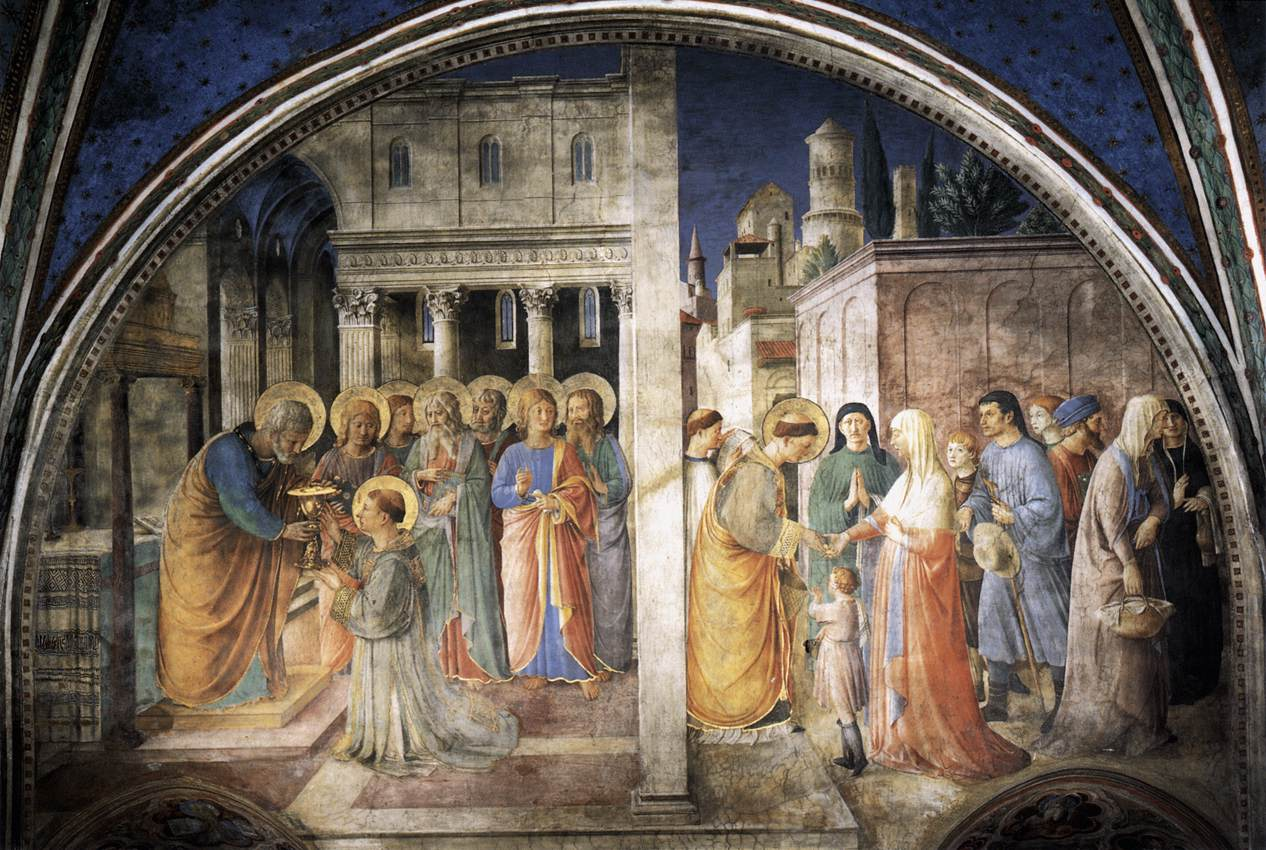
Saint Pierre consacrant les Sept diacres en commençant par saint Étienne qui, sur la droite, distribue des aumônes. Fresque de Fra Angelico dans la chapelle Nicoline du Vatican à Rome.

Les sept diacres sont, dans les Actes des Apôtres (6,1 et suivants), six Juifs de langue grecque et un prosélyte, c'est-à-dire un ancien païen devenu juif, choisis par l'assemblée des premiers fidèles pour s'occuper des aumônes et de l'aide charitable aux veuves hellénistes. La communauté helléniste se plaignait que ces femmes étaient tenues à l'écart des repas de charité (agapes). Les Douze, engagés à diffuser la Parole et à garder la direction spirituelle de la congrégation, prirent la décision de les faire élire. Une fois bénis et consacrés par l'imposition des mains effectuée par Pierre, le chef des apôtres, les Sept s’engagèrent à régler le différend puis à s'occuper du service de leurs frères, notamment des plus démunis de la communauté. Ils ont été choisis pour leur bonne réputation et leur sagesse. Ainsi, furent désignés selon les Écritures, les sept premiers diacres de l'Église primitive. Ils font également partie des septante disciples choisis par Jésus-Christ, excepté Nicolas.
Rapidement, les diacres (diakonoï) sont appelés à gérer les biens matériels de l'Église naissante. Certains sont amenés à témoigner de leur foi, à évangéliser aux côtés des apôtres et à contribuer à l’essor de la communauté des fidèles avec les presbytres et les épiscopes ou évêques (episkopoï).

## Liste des sept premiers diacres
- Étienne, premier diacre et premier martyr, volontiers évangéliste ; fêté le 26 décembre en Occident, le 27 décembre en Orient, le 2 août (transfert des reliques) en Orient et en Occident, le 3 août à Vimercate en Lombardie.
- Philippe, également évangéliste ; fêté le 11 octobre[2] (antérieurement le 6 juin en Occident).
- Prochore (ou Procore) ; fêté avec quatre autres diacres le 28 juillet[3].
- Nicanor ; fêté localement le 10 janvier[4] et avec quatre autres diacres le 28 juillet[3].
- Timon ; fêté localement le 19 avril en Occident et le 30 décembre en Orient[5] et avec quatre autres diacres le 28 juillet[3].
- Parménas ; fêté avec quatre autres diacres le 28 juillet[3].
- Nicolas, le seul prosélyte ; fêté avec quatre autres diacres le 28 juillet[3].

Ils sont tous reconnus comme saints par les Églises chrétiennes.